# Odynerus deficiens
Odynerus deficiens är en stekelart som beskrevs av Cameron 1909. Odynerus deficiens ingår i släktet lergetingar, och familjen Eumenidae. Inga underarter finns listade i Catalogue of Life.